# سینگ کورپوریشن
سینگ کورپوریشن (انگلیسی: Cing Corporation) شرکت بازی ویدئویی ژاپنی است، که در سال ۱۹۹۹ تأسیس شد.